# San Antonio de Los Altos (Venezuela)
Pour les articles homonymes, voir San Antonio (homonymie).
San Antonio de los Altos est une ville vénézuélienne située dans le nord de la Municipalité de Los Salias dans l'état de Miranda. Sa population est de 63 873 habitants (recensement 2021).
Sa population était principalement d'origine espagnole et de tradition catholique, d'où la prédominance des fêtes patronale locales en l'honneur de San Antonio de Padua (Antoine de Padoue en français). Autres colons d'origine européennes comme les Croates et les Italiens suivirent les Espagnols en nombre. De nos jours, la majorité sont vénézuéliens.
La grande majorité de ses habitants travaillent a Caracas et Los Teques a cause de ca, elle a reçu l'appellation de « Cité dortoir » (Ciudad dormitorio en espagnol).

## Étymologie
À l'origine la ville s'appelait "San Antonio de Medinaceli" sur ordre de Diego Melo Maldonado, gouverneur de la Province qui l'a fondé grâce par le décret du 1er mai 1683.
Plus tard, le nom de San Antonio de Los Altos lui a été officiellement conféré, faisant allusion au saint patron de la ville et aux caractéristiques montagneuses de la région.

## Histoire
San Antonio de Medinaceli, mieux connu sous le nom de San Antonio de Los Altos, est né le 1er mai 1683. La ville a deux fondateurs, Diego de Melo Maldonado, Gouverneur et Capitaine General de la Province du Venezuela; et l'autre, Juan Mijares de Solórzano y Hurtado de Mendoza, premier marquis de Mijares (es), qui en 1692 dona des terres a 40 familles immigrantes provenant des Iles Canaries pour qu'ils les cultives et vivent sur ces mêmes terres.
Ces premiers colons, qui furent les premiers habitants de la ville de San Antonio de Los Altos, se sont consacrés à l'agriculture, grâce à leur travail et leurs efforts, ils construisirent les bases sur lesquelles de nos jours se cimente la municipalité de Los Salias.